# Neogrotella confusa
Neogrotella confusa là một loài bướm đêm trong họ Noctuidae.